# Баян Ширей

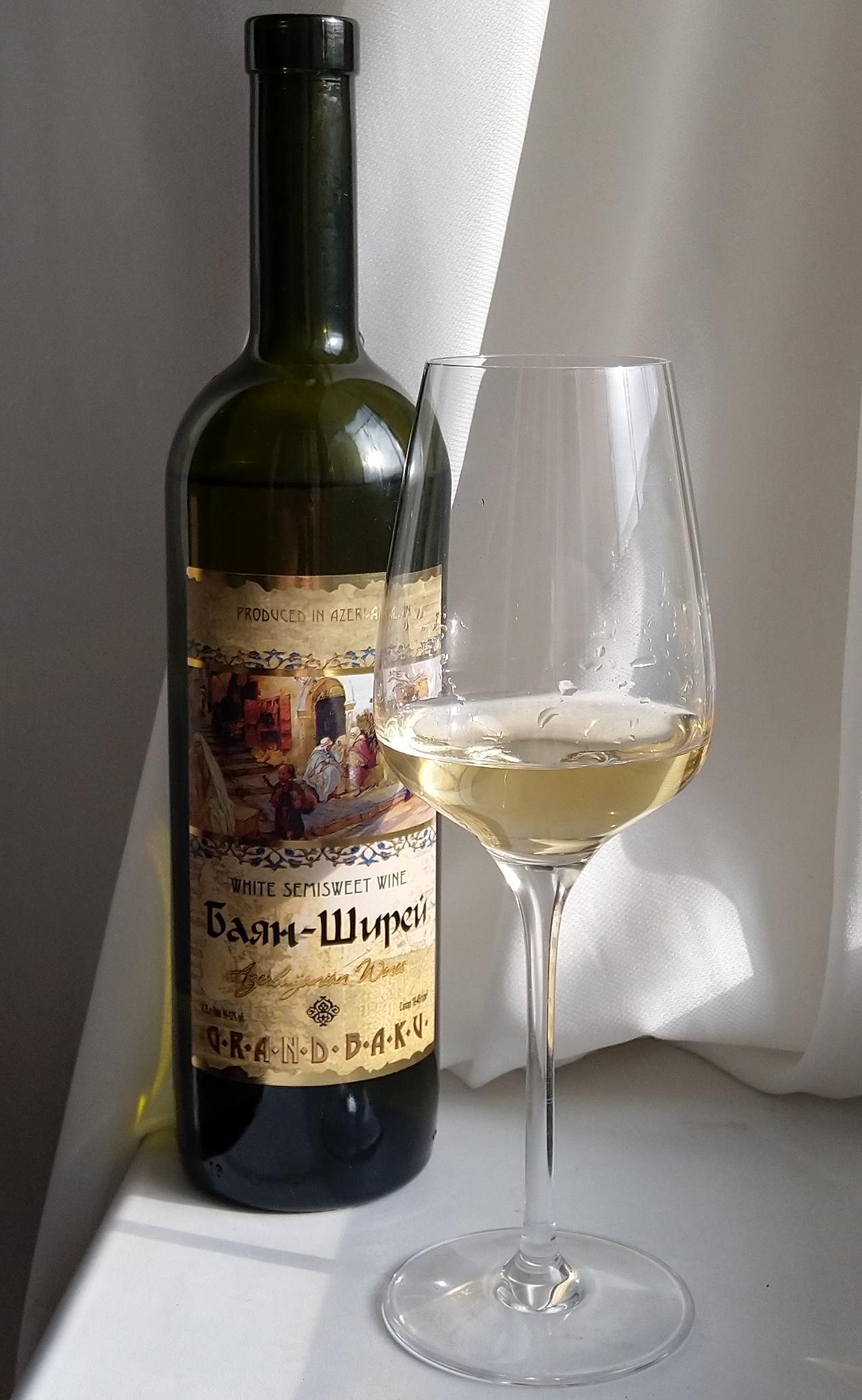
Вино з Баян Ширей

Баян Ширей або баяншира (азерб. Bayanşirə) — азербайджанський технічний сорт білого винограду.

## Географія сорту
Сорт широко розповсюджений в Азербайджані. Також вирощується в Узбекистані, Росії, Казахстані, Вірменії, Грузії.

## Характеристики сорту
Пізньостиглий, високоврожайний сорт. Листя велике, округле, п'ятилопатеве, середньорозсічене, складчасте або воронкоподібне. Черешкова виїмка ліроподібна з гострим дном або закрита з просвітом. Квітка двостатева. Грона середні або великі, циліндричні або циліндроконічні, середньої щільності або щільні. Ягоди середні, або великі, округлі, зеленувато-жовті, при перезріванні з коричневими плямами. Шкірочка середньої товщини, вкрита нальотом кутину. М'якоть соковита. Період від початку розпускання бруньок до знімною зрілості винограду 165 днів при сумі активних температур 3500 °C. Визрівання пагонів гарне. Кущі сильнорослі. Урожайність 120—200 (при поливі — до 350 ц/га). Баян Ширей середньостійкий до мільдью, оїдіуму, чутливий до морозу і посухи, сірої гнилі і філоксери.

## Характеристики вина
Сорт застосовується для виробництва столових вин з легким, фруктовим смаком та ароматом.